# Gaston Renard
Gaston Gérard Renard (ur. 27 marca 1868 w Saint-Satur, zm. 19 października 1931 w Paryżu) – szermierz reprezentujący Belgię, uczestnik letnich igrzysk olimpijskich w Londynie w 1908 roku.